# 99式地雷

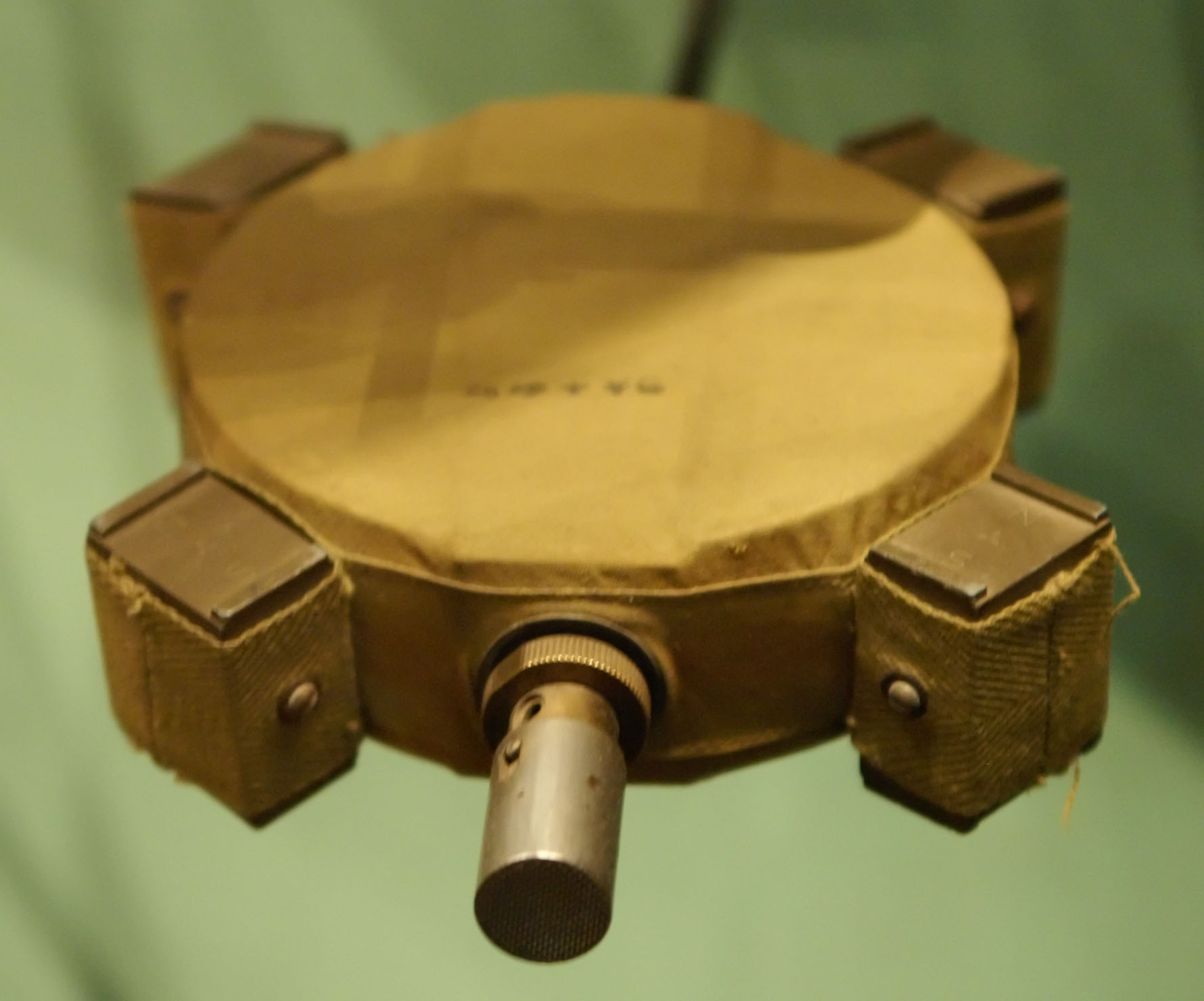
99式地雷

99式地雷為二次大戰日軍地面部隊用的反坦克地雷，1939年量產，也可以當投擲用炸彈，中央雷體是用麻布包裹的鋼體罐，內裝1.3公斤一號淡黃炸藥，四邊鑲有磁鐵，使用時拔掉延遲10秒雷管後向敵裝甲目標投出，可炸30毫米以下裝甲車輛，投擲用時由於有磁鐵故會吸附於敵裝甲車上。
99式只是在炸藥上加上磁鐵，並無採用聚能設計的錐形裝藥，因此引爆時爆風是向四面八方擴散而無集中一點成為穿甲噴流，故在諾門罕戰役證實威力不足，要用6個才能炸毀一輛蘇軍BT坦克。
太平洋戰場的美軍為了防範此種磁鐵炸藥，在M4雪曼坦克的車身上加裝木板。

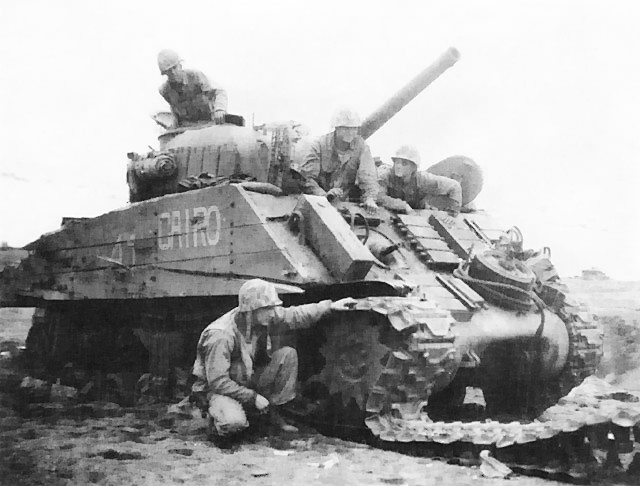
在太平洋戰區的美國海軍陸戰隊的M4A2很多都加裝木板以防日軍磁鐵炸藥攻擊